# Olympique Lyonnais 1984-1985
Questa voce raccoglie le informazioni riguardanti l'Olympique Lyonnais nelle competizioni ufficiali della stagione 1984-1985.

## Maglie e sponsor
Lo sponsor tecnico per la stagione 1984-1985 è Puma, mentre lo sponsor ufficiale è Carrefour. Il nuovo fornitore tecnico ripristina la banda bianca e blu sulle spalle e sulle maniche abolita nella stagione precedente.
| Manica sinistra · Manica sinistra · Maglietta · Maglietta · Manica destra · Manica destra · Pantaloncini · Calzettoni |

## Rosa
| N. |                       | Ruolo | Calciatore          |
| -- | --------------------- | ----- | ------------------- |
|    | Francia (bandiera)    | P     | Jean-Michel Raymond |
|    | Jugoslavia (bandiera) | P     | Slobodan Topalović  |
|    | Francia (bandiera)    | D     | Eric Boucher        |
|    | Francia (bandiera)    | D     | Pascal Fugier       |
|    | Francia (bandiera)    | D     | Éric Guichard       |
|    | Camerun (bandiera)    | D     | Jean-Jacques Nono   |
|    | Francia (bandiera)    | D     | Christian Polak     |
|    | Francia (bandiera)    | D     | Henri Zambelli      |
|    | Francia (bandiera)    | C     | René Bocchi         |
|    | Francia (bandiera)    | C     | Alain De Cruz       |
|    | Francia (bandiera)    | C     | Franck Durix        |
|    | Francia (bandiera)    | C     | André Ferri         |

| N. |                       | Ruolo | Calciatore           |
| -- | --------------------- | ----- | -------------------- |
|    | Francia (bandiera)    | C     | Laurent Fournier     |
|    | Francia (bandiera)    | C     | Joël Fréchet         |
|    | Francia (bandiera)    | C     | Rémi Garde           |
|    | Francia (bandiera)    | C     | Bruno Génésio        |
|    | Francia (bandiera)    | C     | Félix Lacuesta       |
|    | Francia (bandiera)    | C     | Jean-François Larios |
|    | Francia (bandiera)    | A     | Farid Benstiti       |
|    | Francia (bandiera)    | A     | Serge Bex            |
|    | Jugoslavia (bandiera) | A     | Simo Nikolić         |
|    | Francia (bandiera)    | A     | Olivier Rouyer       |
|    | Francia (bandiera)    | A     | Laurent Sevchenko    |
|    | Francia (bandiera)    | A     | Eric Spadiny         |